# Apelles (Vertrauter Philipps V.)
Apelles († 170er Jahre v. Chr.) war ein makedonischer Politiker und Vertrauter des Königs Philipp V.

## Leben
Apelles spielte eine bedeutende Rolle am Hof des makedonischen Königs Philipp V.  Dass er, wie bisweilen angenommen, ein Sohn des gleichnamigen früheren Vormunds Philipps V. gewesen sei, hielt der deutsche Althistoriker Ulrich Wilcken für sehr unwahrscheinlich.
Jedenfalls war Apelles in den 180er Jahren v. Chr. einer der wichtigsten „Freunde“ (griechisch Philoi) Philipps V.  Deshalb gehörte er auch neben Philokles zu den Begleitern von Philipps jungem Sohn Demetrios, als dieser sich  184 v. Chr. nach Rom begab, um seinen Vater gegen verschiedene Beschuldigungen zu verteidigen, 181 v. Chr. ging Apelles mit Philokles auf Befehl des makedonischen Königs erneut nach Rom. Er sollte dort feststellen, ob Demetrios tatsächlich, wie von dessen älterem Bruder Perseus behauptet, mit den Römern, insbesondere Titus Quinctius Flamininus, gegen Philipp V. konspirierte. Der Makedonenherrscher hatte erwartet, dass sich Apelles bei dieser Untersuchung neutral verhielte, doch laut dem römischen Geschichtsschreiber Titus Livius stand Apelles im Einvernehmen mit Perseus. Durch einen angeblich von Flamininus stammenden Brief belastete er Demetrios und trug zu dessen Ermordung bei.
Livius zufolge erkannte Philipp V. später, dass Demetrios zu Unrecht beschuldigt worden war, woraufhin Apelles 179 v. Chr. nach Italien entwich. Nachdem Perseus den Thron bestiegen hatte, lockte er Apelles mit großen Verheißungen wieder nach Makedonien und ließ ihn umbringen.